# Jõempa
Jõempa (Duits: Jehempe) is een plaats in de Estlandse gemeente Saaremaa, provincie Saaremaa. De plaats heeft de status van dorp (Estisch: küla).
Tot in december 2014 behoorde Jõempa tot de gemeente Kärla, tot in oktober 2017 tot de gemeente Lääne-Saare en sindsdien tot de fusiegemeente Saaremaa.

## Bevolking
Het dorp had 35 inwoners op 31 december 2011 en 27 inwoners op 31 december 2021.

## Ligging
De plaats ligt met het buurdorp Kaarmise in een karstgebied. Een deel van het gebied, het Kaarmise hoiuala, is beschermd.

## Geschiedenis
Jõempa werd voor het eerst genoemd in 1453 onder de naam Jogenpe. Het dorp heeft tot verschillende landgoederen behoord.